# ژان کریستف روویر
ژان کریستف روویر (انگلیسی: Jean-Christophe Rouvière؛ زادهٔ ۴ اوت ۱۹۷۴) بازیکن فوتبال اهل فرانسه است.
از باشگاه‌هایی که در آن بازی کرده‌است می‌توان به باشگاه فوتبال بوردو، باشگاه فوتبال نیم المپیک، باشگاه ورزشی مون‌پلیه، و باشگاه فوتبال تولوز اشاره کرد.